# Copa Mundial de Baloncesto 3×3 Femenino de 2025
La IX Copa Mundial de Baloncesto 3×3 Femenino se celebró en Ulán Bator (Mongolia) entre el 23 y el 29 de junio de 2025 bajo la organización de la Federación Internacional de Baloncesto y la Federación Mongola de Baloncesto.
Un total de doce selecciones nacionales afiliadas a la FIBA compitieron por el título de campeón mundial, cuyo defensor era el equipo de los Estados Unidos, vencedor de la Copa de 2023. La selección de Países Bajos se alzó con la victoria, consiguiendo así su primer título mundial, tras vencer a la local Mongolia en la final por 15–9.

## Clasificación
| Competición             | Fecha                                    | Sede                       | Plazas | Equipos clasificados                                                                        |
| ----------------------- | ---------------------------------------- | -------------------------- | ------ | ------------------------------------------------------------------------------------------- |
| País anfitrión          | –                                        | –                          | 1      | Mongolia                                                                                    |
| Copa de Asia            | 27 – 31 de marzo de 2024                 | Singapur ( Singapur)       | 3      | Australia China Japón                                                                       |
| Copa de Europa          | 22 – 25 de agosto de 2024                | Viena · ( Austria)         | 10     | Alemania Austria España Francia Hungría Italia Países Bajos Polonia República Checa Ucrania |
| Copa de América         | 13 – 15 de diciembre de 2024             | San Juan ( Puerto Rico)    | 2      | Canadá Estados Unidos                                                                       |
| Copa de África          | 29 de noviembre – 1 de diciembre de 2024 | Antananarivo ( Madagascar) | 1      | Madagascar                                                                                  |
| Torneo de clasificación | 24 – 25 de mayo de 2025                  | Bakú ( Azerbaiyán)         | 3      | Chile Brasil Letonia                                                                        |
| TOTAL                   |                                          |                            | 20     | 20                                                                                          |

## Jugadoras
| Semilla | Equipo          | Jugadoras                  | Jugadoras                 | Jugadoras              | Jugadoras               |
| ------- | --------------- | -------------------------- | ------------------------- | ---------------------- | ----------------------- |
| 1       | China           | Li Wenxia                  | Yang Hengyu               | Zhang Wanglai          | Zhou Mengyun            |
| 2       | Países Bajos    | Janis Boonstra             | Noortje Driessen          | Ilse Kuijt             | Evelien Lutje Schipholt |
| 3       | Francia         | Camille Droguet            | Hortense Limouzin         | Marie Mané             | Marie Milapie           |
| 4       | España          | Gracia Alonso de Armiño    | Juana Camilión            | Vega Gimeno            | Sandra Ygueravide       |
| 5       | Alemania        | Ama Degbeon                | Elisa Mevius              | Sarah Polleros         | Laura Zolper            |
| 6       | Canadá          | Kacie Bosch                | Cassandra Brown           | Paige Crozon           | Saicha Grant-Allen      |
| 7       | Estados Unidos  | Morgan Maly                | Sarah Strong              | Mikaylah Williams      | Sahara Williams         |
| 8       | Polonia         | Klaudia Gertchen           | Anna Pawłowska            | Weronika Telenga       | Aleksandra Zięmborska   |
| 9       | Italia          | Raelin D'Alie              | Sofia Frustaci            | Meriem Nasraoui        | Beatrice Olajide        |
| 10      | República Checa | Kristýna Brabencová        | Kateřina Galíčková        | Petra Malíková         | Karolina Šotolová       |
| 11      | Hungría         | Dorottya Budácsik          | Réka Mányoky              | Klaudia Papp           | Orsolya Tóth            |
| 12      | Mongolia        | Bat-Erdeniin Ariuntsetseg  | Mönkhsaikhany Tserenlkham | Nyamjavyn Nandinkhüsel | Onolbaataryn Khulan     |
| 13      | Ucrania         | Daria Dubniuk              | Anzhelika Liashko         | Miriam Uro-Nilie       | Tetiana Yurkevichus     |
| 14      | Austria         | Anja Fuchs-Robetin         | Sina Elke Höllerl         | Rebekka Kalaydjiev     | Sigrid Koizar           |
| 15      | Japón           | Aoi Katsura                | Kiho Miyashita            | Fuyuko Takahashi       | Miku Takahashi          |
| 16      | Australia       | Anneli Maley               | Miela Sowah               | Marena Whittle         | Alex Wilson             |
| 17      | Chile           | Gabi Ahumada               | Ziomara Morrison          | Fernanda Ovalle        | Francisca Salvatierra   |
| 18      | Letonia         | Marta Leimane              | Marta Miščenko            | Digna Strautmane       | Ketija Vihmane          |
| 19      | Brasil          | Gabriela D'Arrigo          | Gabriela Guimarães        | Kawanni Silva          | Luana de Souza          |
| 20      | Madagascar      | Sydonie Andriamihajanirina | Harisoa Hajanirina        | Minaoharisoa Jaofera   | Rondro Raherimanana     |

## Ronda preliminar

### Grupo A
| Pos. | Equipo     | PJ | G | P | PF | PC | DP  | Pts | Clasificación    |
| ---- | ---------- | -- | - | - | -- | -- | --- | --- | ---------------- |
| 1    | Australia  | 4  | 4 | 0 | 84 | 54 | +30 | 8   | Cuartos de final |
| 2    | Polonia    | 4  | 3 | 1 | 79 | 59 | +20 | 7   | Octavos de final |
| 3    | China      | 4  | 2 | 2 | 70 | 66 | +4  | 6   | Octavos de final |
| 4    | Italia     | 4  | 1 | 3 | 60 | 73 | −13 | 5   |                  |
| 5    | Madagascar | 4  | 0 | 4 | 44 | 85 | −41 | 4   |                  |

 Fuente: FIBA
Criterios de clasificación: 1) Victorias; 2) Resultados cara a cara; 3) Puntos anotados.
| 23 de junio | China                             | 12–21       | Australia                    | Ulán Bator                                                                |  |
| 11:00       |                                   |             |                              |                                                                           |  |
|             | Estadísticas H. Yang, M. Zhou (5) | Reporte Pts | Estadísticas (8) Alex Wilson | Pabellón: Plaza Sükhbaatar Árbitros: Gonzalo Paz Chiapponi Deanna Jackson |  |

| 23 de junio | Madagascar                           | 11–21       | Italia                          | Ulán Bator                                                                    |  |
| 11:25       |                                      |             |                                 |                                                                               |  |
|             | Estadísticas Rondro Raherimanana (6) | Reporte Pts | Estadísticas (16) Raelin D'Alie | Pabellón: Plaza Sükhbaatar Árbitros: Najib Chajiddine Brigitta Csabai-Kaskötõ |  |

| 23 de junio | Australia                       | 21–18       | Polonia                                | Ulán Bator                                                                         |  |
| 12:40       |                                 |             |                                        |                                                                                    |  |
|             | Estadísticas Marena Whittle (8) | Reporte Pts | Estadísticas (9) Aleksandra Zięmborska | Pabellón: Plaza Sükhbaatar Árbitros: Gonzalo Paz Chiapponi Brigitta Csabai-Kaskötõ |  |

| 23 de junio | Italia                         | 11–20       | China                         | Ulán Bator                                                                  |  |
| 13:05       |                                |             |                               |                                                                             |  |
|             | Estadísticas Raelin D'Alie (9) | Reporte Pts | Estadísticas (10) Hengyu Yang | Pabellón: Plaza Sükhbaatar Árbitros: Brigitta Csabai-Kaskötõ Deanna Jackson |  |

| 23 de junio | Polonia                           | 21–13       | Madagascar                           | Ulán Bator                                                                         |  |
| 14:30       |                                   |             |                                      |                                                                                    |  |
|             | Estadísticas Klaudia Gertchen (9) | Reporte Pts | Estadísticas (5) Rondro Raherimanana | Pabellón: Plaza Sükhbaatar Árbitros: Brigitta Csabai-Kaskötõ Gonzalo Paz Chiapponi |  |

| 25 de junio | Australia                    | 21–5        | Madagascar                          | Ulán Bator                                                         |  |
| 11:00       |                              |             |                                     |                                                                    |  |
|             | Estadísticas Alex Wilson (8) | Reporte Pts | Estadísticas (4) Harisoa Hajanirina | Pabellón: Plaza Sükhbaatar Árbitros: Deanna Jackson Dorothy Okatch |  |

| 25 de junio | China                        | 16–19       | Polonia                                | Ulán Bator                                                           |  |
| 11:25       |                              |             |                                        |                                                                      |  |
|             | Estadísticas Hengyu Yang (6) | Reporte Pts | Estadísticas (8) Aleksandra Zięmborska | Pabellón: Plaza Sükhbaatar Árbitros: Najib Chajiddine Dorothy Okatch |  |

| 25 de junio | Italia                                  | 19–21       | Australia                     | Ulán Bator                                                            |  |
| 12:40       |                                         |             |                               |                                                                       |  |
|             | Estadísticas R. D'Alie, M. Nasraoui (7) | Reporte Pts | Estadísticas (10) Alex Wilson | Pabellón: Plaza Sükhbaatar Árbitros: Najib Chajiddine Alex Talisainen |  |

| 25 de junio | Madagascar                           | 15–22       | China                         | Ulán Bator                                                         |  |
| 13:05       |                                      |             |                               |                                                                    |  |
|             | Estadísticas Rondro Raherimanana (6) | Reporte Pts | Estadísticas (9) Mengyun Zhou | Pabellón: Plaza Sükhbaatar Árbitros: Deanna Jackson Dorothy Okatch |  |

| 25 de junio | Polonia                           | 21–9        | Italia                         | Ulán Bator                                                            |  |
| 14:30       |                                   |             |                                |                                                                       |  |
|             | Estadísticas Weronika Telenga (8) | Reporte Pts | Estadísticas (4) Raelin D'Alie | Pabellón: Plaza Sükhbaatar Árbitros: Najib Chajiddine Alex Talisainen |  |

### Grupo B
| Pos. | Equipo          | PJ | G | P | PF | PC | DP  | Pts | Clasificación    |
| ---- | --------------- | -- | - | - | -- | -- | --- | --- | ---------------- |
| 1    | Estados Unidos  | 4  | 4 | 0 | 78 | 37 | +41 | 8   | Cuartos de final |
| 2    | Japón           | 4  | 3 | 1 | 71 | 67 | +4  | 7   | Octavos de final |
| 3    | Países Bajos    | 4  | 2 | 2 | 69 | 64 | +5  | 6   | Octavos de final |
| 4    | República Checa | 4  | 1 | 3 | 66 | 79 | −13 | 5   |                  |
| 5    | Chile           | 4  | 0 | 4 | 47 | 84 | −37 | 4   |                  |

 Fuente: FIBA
Criterios de clasificación: 1) Victorias; 2) Resultados cara a cara; 3) Puntos anotados.
| 24 de junio | Chile                            | 16–21       | República Checa                    | Ulán Bator                                                           |  |
| 11:50       |                                  |             |                                    |                                                                      |  |
|             | Estadísticas Fernanda Ovalle (9) | Reporte Pts | Estadísticas (9) Karolina Šotolová | Pabellón: Plaza Sükhbaatar Árbitros: Najib Chajiddine Deanna Jackson |  |

| 24 de junio | Países Bajos                             | 16–21       | Japón                              | Ulán Bator                                                      |  |
| 12:15       |                                          |             |                                    |                                                                 |  |
|             | Estadísticas Evelien Lutje Schipholt (6) | Reporte Pts | Estadísticas (12) Fuyuko Takahashi | Pabellón: Plaza Sükhbaatar Árbitros: Shi Qirong Alex Talisainen |  |

| 24 de junio | Estados Unidos                 | 21–12       | República Checa                            | Ulán Bator                                                            |  |
| 13:40       |                                |             |                                            |                                                                       |  |
|             | Estadísticas Sarah Strong (12) | Reporte Pts | Estadísticas (4) K. Galíčková, K. Šotolová | Pabellón: Plaza Sükhbaatar Árbitros: Najib Chajiddine Alex Talisainen |  |

| 24 de junio | Japón                             | 21–12       | Chile                             | Ulán Bator                                                       |  |
| 14:05       |                                   |             |                                   |                                                                  |  |
|             | Estadísticas Fuyuko Takahashi (7) | Reporte Pts | Estadísticas (9) Ziomara Morrison | Pabellón: Plaza Sükhbaatar Árbitros: Najib Chajiddine Shi Qirong |  |

| 24 de junio | Países Bajos                             | 11–15       | Estados Unidos                | Ulán Bator                                                            |  |
| 16:20       |                                          |             |                               |                                                                       |  |
|             | Estadísticas Evelien Lutje Schipholt (6) | Reporte Pts | Estadísticas (7) Sarah Strong | Pabellón: Plaza Sükhbaatar Árbitros: Dorothy Okatch Vladimir Vesković |  |

| 26 de junio | Japón                                       | 8–21        | Estados Unidos                | Ulán Bator                                                      |  |
| 11:50       |                                             |             |                               |                                                                 |  |
|             | Estadísticas K. Miyashita, F. Takahashi (3) | Reporte Pts | Estadísticas (8) Sarah Strong | Pabellón: Plaza Sükhbaatar Árbitros: Shi Qirong Alex Talisainen |  |

| 26 de junio | Chile                             | 13–21       | Países Bajos                       | Ulán Bator                                                                   |  |
| 12:15       |                                   |             |                                    |                                                                              |  |
|             | Estadísticas Ziomara Morrison (8) | Reporte Pts | Estadísticas (11) Noortje Driessen | Pabellón: Plaza Sükhbaatar Árbitros: Brigitta Csabai-Kaskötő Alex Talisainen |  |

| 26 de junio | República Checa                     | 18–21       | Japón                        | Ulán Bator                                                                 |  |
| 13:40       |                                     |             |                              |                                                                            |  |
|             | Estadísticas Kateřina Galíčková (6) | Reporte Pts | Estadísticas (9) Aoi Katsura | Pabellón: Plaza Sükhbaatar Árbitros: Gonzalo Paz Chiapponi Alex Talisainen |  |

| 26 de junio | Estados Unidos                          | 21–6        | Chile                            | Ulán Bator                                                              |  |
| 14:05       |                                         |             |                                  |                                                                         |  |
|             | Estadísticas S. Strong, M. Williams (6) | Reporte Pts | Estadísticas (3) Fernanda Ovalle | Pabellón: Plaza Sükhbaatar Árbitros: Brigitta Csabai-Kaskötõ Shi Qirong |  |

| 26 de junio | República Checa                     | 15–21       | Países Bajos                      | Ulán Bator                                                           |  |
| 16:20       |                                     |             |                                   |                                                                      |  |
|             | Estadísticas Karolina Šotolová (11) | Reporte Pts | Estadísticas (9) Noortje Driessen | Pabellón: Plaza Sükhbaatar Árbitros: Najib Chajiddine Dorothy Okatch |  |

### Grupo C
| Pos. | Equipo  | PJ | G | P | PF | PC | DP  | Pts | Clasificación    |
| ---- | ------- | -- | - | - | -- | -- | --- | --- | ---------------- |
| 1    | Francia | 4  | 4 | 0 | 69 | 58 | +11 | 8   | Cuartos de final |
| 2    | Hungría | 4  | 2 | 2 | 52 | 53 | −1  | 6   | Octavos de final |
| 3    | Canadá  | 4  | 2 | 2 | 64 | 55 | +9  | 6   | Octavos de final |
| 4    | Austria | 4  | 1 | 3 | 58 | 62 | −4  | 5   |                  |
| 5    | Letonia | 4  | 1 | 3 | 53 | 62 | −9  | 5   |                  |

 Fuente: FIBA
Criterios de clasificación: 1) Victorias; 2) Resultados cara a cara; 3) Puntos anotados.
Notas:
1. 1 2  Canadá 14–16 Hungría
2. 1 2  Austria 17–14 Letonia

| 23 de junio | Canadá                              | 17–10       | Letonia                         | Ulán Bator                                                           |  |
| 14:55       |                                     |             |                                 |                                                                      |  |
|             | Estadísticas Saicha Grant-Allen (9) | Reporte Pts | Estadísticas (5) Marta Miščenko | Pabellón: Plaza Sükhbaatar Árbitros: Najib Chajiddine Deanna Jackson |  |

| 23 de junio | Hungría                       | 16–21       | Francia                          | Ulán Bator                                                     |  |
| 20:20       |                               |             |                                  |                                                                |  |
|             | Estadísticas Réka Mányoky (7) | Reporte Pts | Estadísticas (9) Camille Droguet | Pabellón: Plaza Sükhbaatar Árbitros: Dorothy Okatch Shi Qirong |  |

| 23 de junio | Austria                       | 15–20       | Canadá                           | Ulán Bator                                                             |  |
| 20:45       |                               |             |                                  |                                                                        |  |
|             | Estadísticas Sina Höllerl (6) | Reporte Pts | Estadísticas (9) Cassandra Brown | Pabellón: Plaza Sükhbaatar Árbitros: Alex Talisainen Vladimir Vesković |  |

| 23 de junio | Letonia                        | 15–10       | Hungría                       | Ulán Bator                                                      |  |
| 22:00       |                                |             |                               |                                                                 |  |
|             | Estadísticas Marta Leimane (5) | Reporte Pts | Estadísticas (4) Klaudia Papp | Pabellón: Plaza Sükhbaatar Árbitros: Shi Qirong Alex Talisainen |  |

| 23 de junio | Francia                     | 16–15       | Austria                             | Ulán Bator                                                          |  |
| 22:25       |                             |             |                                     |                                                                     |  |
|             | Estadísticas Marie Mané (7) | Reporte Pts | Estadísticas (9) Anja Fuchs-Robetin | Pabellón: Plaza Sükhbaatar Árbitros: Dorothy Okatch Alex Talisainen |  |

| 25 de junio | Hungría                       | 12–11       | Austria                       | Ulán Bator                                                           |  |
| 14:55       |                               |             |                               |                                                                      |  |
|             | Estadísticas Klaudia Papp (6) | Reporte Pts | Estadísticas (5) Sina Höllerl | Pabellón: Plaza Sükhbaatar Árbitros: Najib Chajiddine Dorothy Okatch |  |

| 25 de junio | Francia                        | 14–13       | Canadá                           | Ulán Bator                                                                   |  |
| 17:10       |                                |             |                                  |                                                                              |  |
|             | Estadísticas Marie Milapie (6) | Reporte Pts | Estadísticas (6) Cassandra Brown | Pabellón: Plaza Sükhbaatar Árbitros: Gonzalo Paz Chiapponi Vladimir Vesković |  |

| 25 de junio | Austria                        | 17–14       | Letonia                                     | Ulán Bator                                                            |  |
| 17:35       |                                |             |                                             |                                                                       |  |
|             | Estadísticas Sina Höllerl (11) | Reporte Pts | Estadísticas (4) M. Miščenko, D. Strautmane | Pabellón: Plaza Sükhbaatar Árbitros: Gonzalo Paz Chiapponi Shi Qirong |  |

| 25 de junio | Canadá                                     | 14–16       | Hungría                       | Ulán Bator                                                        |  |
| 19:00       |                                            |             |                               |                                                                   |  |
|             | Estadísticas P. Crozon, S. Grant-Allen (5) | Reporte Pts | Estadísticas (6) Réka Mányoky | Pabellón: Plaza Sükhbaatar Árbitros: Shi Qirong Vladimir Vesković |  |

| 25 de junio | Letonia                         | 14–18       | Francia                                  | Ulán Bator                                                                         |  |
| 19:25       |                                 |             |                                          |                                                                                    |  |
|             | Estadísticas Marta Miščenko (5) | Reporte Pts | Estadísticas (6) C. Droguet, H. Limouzin | Pabellón: Plaza Sükhbaatar Árbitros: Gonzalo Paz Chiapponi Brigitta Csabai-Kaskötõ |  |

### Grupo D
| Pos. | Equipo       | PJ | G | P | PF | PC | DP  | Pts | Clasificación    |
| ---- | ------------ | -- | - | - | -- | -- | --- | --- | ---------------- |
| 1    | España       | 4  | 4 | 0 | 78 | 47 | +31 | 8   | Cuartos de final |
| 2    | Mongolia (H) | 4  | 3 | 1 | 62 | 66 | −4  | 7   | Octavos de final |
| 3    | Alemania     | 4  | 2 | 2 | 66 | 65 | +1  | 6   | Octavos de final |
| 4    | Brasil       | 4  | 1 | 3 | 65 | 74 | −9  | 5   |                  |
| 5    | Ucrania      | 4  | 0 | 4 | 62 | 81 | −19 | 4   |                  |

 Fuente: FIBA
Criterios de clasificación: 1) Victorias; 2) Resultados cara a cara; 3) Puntos anotados.
| 24 de junio | Alemania                      | 18–16       | Brasil                              | Ulán Bator                                                                  |  |
| 16:45       |                               |             |                                     |                                                                             |  |
|             | Estadísticas Elisa Mevius (6) | Reporte Pts | Estadísticas (7) Gabriella D'Arrigo | Pabellón: Plaza Sükhbaatar Árbitros: Brigitta Csabai-Kaskötõ Dorothy Okatch |  |

| 24 de junio | España                       | 21–10       | Ucrania                         | Ulán Bator                                                                |  |
| 18:00       |                              |             |                                 |                                                                           |  |
|             | Estadísticas Vega Gimeno (8) | Reporte Pts | Estadísticas (3) Tres jugadoras | Pabellón: Plaza Sükhbaatar Árbitros: Gonzalo Paz Chiapponi Dorothy Okatch |  |

| 24 de junio | Brasil                              | 14–16       | Mongolia                                 | Ulán Bator                                                                         |  |
| 18:25       |                                     |             |                                          |                                                                                    |  |
|             | Estadísticas Gabriella D'Arrigo (4) | Reporte Pts | Estadísticas (7) Ariuntsetseg Bat-Erdene | Pabellón: Plaza Sükhbaatar Árbitros: Gonzalo Paz Chiapponi Brigitta Csabai-Kaskötõ |  |

| 24 de junio | Ucrania                        | 16–21       | Alemania                        | Ulán Bator                                                                     |  |
| 19:50       |                                |             |                                 |                                                                                |  |
|             | Estadísticas Daria Dubniuk (7) | Reporte Pts | Estadísticas (8) Sarah Polleros | Pabellón: Plaza Sükhbaatar Árbitros: Brigitta Csabai-Kaskötõ Vladimir Vesković |  |

| 24 de junio | Mongolia                             | 10–22       | España                              | Ulán Bator                                                                |  |
| 20:15       |                                      |             |                                     |                                                                           |  |
|             | Estadísticas Onolbaataryn Khulan (4) | Reporte Pts | Estadísticas (11) Sandra Ygueravide | Pabellón: Plaza Sükhbaatar Árbitros: Gonzalo Paz Chiapponi Dorothy Okatch |  |

| 26 de junio | Brasil                              | 14–20       | España                        | Ulán Bator                                                           |  |
| 16:45       |                                     |             |                               |                                                                      |  |
|             | Estadísticas Gabriela Guimarães (9) | Reporte Pts | Estadísticas (10) Vega Gimeno | Pabellón: Plaza Sükhbaatar Árbitros: Najib Chajiddine Dorothy Okatch |  |

| 26 de junio | Alemania                     | 14–18       | Mongolia                                 | Ulán Bator                                                           |  |
| 18:00       |                              |             |                                          |                                                                      |  |
|             | Estadísticas Ama Degbeon (5) | Reporte Pts | Estadísticas (7) Ariuntsetseg Bat-Erdene | Pabellón: Plaza Sükhbaatar Árbitros: Najib Chajiddine Deanna Jackson |  |

| 26 de junio | Ucrania                            | 20–21       | Brasil                           | Ulán Bator                                                            |  |
| 18:25       |                                    |             |                                  |                                                                       |  |
|             | Estadísticas Anzhelika Liashko (8) | Reporte Pts | Estadísticas (10) Luana de Souza | Pabellón: Plaza Sükhbaatar Árbitros: Dorothy Okatch Vladimir Vesković |  |

| 26 de junio | España                             | 15–13       | Alemania                      | Ulán Bator                                                              |  |
| 19:50       |                                    |             |                               |                                                                         |  |
|             | Estadísticas Sandra Ygueravide (7) | Reporte Pts | Estadísticas (5) Elisa Mevius | Pabellón: Plaza Sükhbaatar Árbitros: Najib Chajiddine Vladimir Vesković |  |

| 26 de junio | Mongolia                              | 18–16 TE    | Ucrania                            | Ulán Bator                                                         |  |
| 20:15       |                                       |             |                                    |                                                                    |  |
|             | Estadísticas Onolbaataryn Khulan (10) | Reporte Pts | Estadísticas (10) Miriam Uro-Nilie | Pabellón: Plaza Sükhbaatar Árbitros: Deanna Jackson Dorothy Okatch |  |

## Fase eliminatoria

### Cuadro
|  | Octavos de final | Octavos de final |                |          | Cuartos de final | Cuartos de final |  |              | Semifinales | Semifinales  |        |               | Final         | Final       |  |
|  | 27 de junio      | 27 de junio      |                |          | 28 de junio      | 28 de junio      |  |              | 29 de junio | 29 de junio  |        |               | 29 de junio   | 29 de junio |  |
|  |                  |                  |                |          |                  |                  |  |              |             |              |        |               |               |             |  |
|  |                  |                  |                |          |                  |                  |  |              |             |              |        |               |               |             |  |
|  |                  |                  |                |          |                  |                  |  |              |             |              |        |               |               |             |  |
|  |                  |                  |                |          |                  |                  |  |              |             |              |        |               |               |             |  |
|  |                  |                  |                |          |                  |                  |  |              |             |              |        |               |               |             |  |
|  |                  | Australia        | 11             |          |                  |                  |  |              |             |              |        |               |               |             |  |
|  |                  |                  | 11             |          |                  |                  |  |              |             |              |        |               |               |             |  |
|  |                  |                  | Países Bajos   | 21       |                  |                  |  |              |             |              |        |               |               |             |  |
|  | Hungría          | 9                | Países Bajos   | 21       |                  |                  |  |              |             |              |        |               |               |             |  |
|  | Hungría          | 9                |                |          |                  |                  |  |              |             |              |        |               |               |             |  |
|  | Países Bajos     | 21               |                |          |                  |                  |  |              |             |              |        |               |               |             |  |
|  | Países Bajos     | 21               |                |          |                  |                  |  | Países Bajos | 21          |              |        |               |               |             |  |
|  |                  |                  |                |          |                  |                  |  | Países Bajos | 21          |              |        |               |               |             |  |
|  |                  |                  | Canadá         | 15       |                  |                  |  |              |             |              |        |               |               |             |  |
|  | Japón            | 6                | Canadá         | 15       |                  |                  |  |              |             |              |        |               |               |             |  |
|  | Japón            | 6                |                |          |                  |                  |  |              |             |              |        |               |               |             |  |
|  | Canadá           | 18               |                |          |                  |                  |  |              |             |              |        |               |               |             |  |
|  | Canadá           | 18               |                | Canadá   | 11               |                  |  |              |             |              |        |               |               |             |  |
|  |                  |                  |                | Canadá   | 11               |                  |  |              |             |              |        |               |               |             |  |
|  |                  |                  | España         | 10       |                  |                  |  |              |             |              |        |               |               |             |  |
|  |                  |                  | España         | 10       |                  |                  |  |              |             |              |        |               |               |             |  |
|  |                  |                  |                |          |                  |                  |  |              |             |              |        |               |               |             |  |
|  |                  |                  |                |          |                  |                  |  |              |             |              |        |               |               |             |  |
|  |                  |                  |                |          |                  |                  |  |              |             | Países Bajos | 15     |               |               |             |  |
|  |                  |                  |                |          |                  |                  |  |              |             |              | 15     |               |               |             |  |
|  |                  |                  | Mongolia       | 9        |                  |                  |  |              |             |              |        |               |               |             |  |
|  |                  |                  | Mongolia       | 9        |                  |                  |  |              |             |              |        |               |               |             |  |
|  |                  |                  |                |          |                  |                  |  |              |             |              |        |               |               |             |  |
|  |                  |                  |                |          |                  |                  |  |              |             |              |        |               |               |             |  |
|  |                  | Francia          | 15             |          |                  |                  |  |              |             |              |        |               |               |             |  |
|  |                  |                  | 15             |          |                  |                  |  |              |             |              |        |               |               |             |  |
|  |                  |                  | Polonia        | 19       |                  |                  |  |              |             |              |        |               |               |             |  |
|  | Polonia          | 20               | Polonia        | 19       |                  |                  |  |              |             |              |        |               |               |             |  |
|  | Polonia          | 20               |                |          |                  |                  |  |              |             |              |        |               |               |             |  |
|  | Alemania         | 18               |                |          |                  |                  |  |              |             |              |        |               |               |             |  |
|  | Alemania         | 18               |                |          |                  |                  |  | Polonia      | 17          |              |        |               |               |             |  |
|  |                  |                  |                |          |                  |                  |  | Polonia      | 17          |              |        |               |               |             |  |
|  |                  |                  | Mongolia TE    | 18       |                  |                  |  |              |             |              |        |               |               |             |  |
|  | Mongolia TE      | 21               | Mongolia TE    | 18       |                  |                  |  |              |             |              |        |               |               |             |  |
|  | Mongolia TE      | 21               |                |          |                  |                  |  |              |             |              |        |               |               |             |  |
|  | China            | 19               |                |          |                  |                  |  |              |             |              |        |               |               |             |  |
|  | China            | 19               |                | Mongolia | 18               |                  |  |              |             |              |        | Tercer puesto | Tercer puesto |             |  |
|  |                  |                  |                | Mongolia | 18               |                  |  |              |             |              |        | Tercer puesto | Tercer puesto |             |  |
|  |                  |                  | Estados Unidos | 15       |                  |                  |  |              |             |              |        |               |               |             |  |
|  |                  |                  | Estados Unidos | 15       |                  |                  |  |              |             |              | Canadá | 21            |               |             |  |
|  |                  |                  |                |          |                  |                  |  |              |             |              | Canadá | 21            |               |             |  |
|  |                  |                  |                |          |                  |                  |  |              |             |              |        |               | Polonia       | 9           |  |
|  |                  |                  |                |          |                  |                  |  |              |             |              |        |               | Polonia       | 9           |  |
|  |                  |                  |                |          |                  |                  |  |              |             |              |        |               |               |             |  |

#### Octavos de final
| 27 de junio | Hungría                       | 9–21        | Países Bajos                    | Ulán Bator                                                      |  |
| 16:00       |                               |             |                                 |                                                                 |  |
|             | Estadísticas Réka Mányoky (4) | Reporte Pts | Estadísticas (9) Janis Boonstra | Pabellón: Plaza Sükhbaatar Árbitros: Shi Qirong Alex Talisainen |  |

| 27 de junio | Japón                                       | 6–18        | Canadá                           | Ulán Bator                                                         |  |
| 16:25       |                                             |             |                                  |                                                                    |  |
|             | Estadísticas K. Miyashita, F. Takahashi (2) | Reporte Pts | Estadísticas (8) Cassandra Brown | Pabellón: Plaza Sükhbaatar Árbitros: Deanna Jackson Dorothy Okatch |  |

| 27 de junio | Polonia                           | 20–18       | Alemania                      | Ulán Bator                                                                         |  |
| 18:00       |                                   |             |                               |                                                                                    |  |
|             | Estadísticas Weronika Telenga (9) | Reporte Pts | Estadísticas (7) Elisa Mevius | Pabellón: Plaza Sükhbaatar Árbitros: Gonzalo Paz Chiapponi Brigitta Csabai-Kaskötő |  |

| 27 de junio | Mongolia                                   | 21–19 (OT)  | China                              | Ulán Bator                                                           |  |
| 18:25       |                                            |             |                                    |                                                                      |  |
|             | Estadísticas Bat-Erdeniin Ariuntsetseg (9) | Reporte Pts | Estadísticas (6) H. Yang, W. Zhang | Pabellón: Plaza Sükhbaatar Árbitros: Najib Chajiddine Dorothy Okatch |  |

#### Cuartos de final
| 28 de junio | Australia                       | 11–21       | Países Bajos                               | Ulán Bator                                                            |  |
| 17:00       |                                 |             |                                            |                                                                       |  |
|             | Estadísticas Marena Whittle (5) | Reporte Pts | Estadísticas (6) J. Boonstra, E. Schipholt | Pabellón: Plaza Sükhbaatar Árbitros: Dorothy Okatch Vladimir Vesković |  |

| 28 de junio | Canadá                              | 11–10       | España                       | Ulán Bator                                                                |  |
| 17:25       |                                     |             |                              |                                                                           |  |
|             | Estadísticas Saicha Grant-Allen (6) | Reporte Pts | Estadísticas (5) Vega Gimeno | Pabellón: Plaza Sükhbaatar Árbitros: Deanna Jackson Gonzalo Paz Chiapponi |  |

| 28 de junio | Mongolia                           | 18–15       | Estados Unidos                          | Ulán Bator                                                                   |  |
| 19:20       |                                    |             |                                         |                                                                              |  |
|             | Estadísticas Khulan Onolbaatar (9) | Reporte Pts | Estadísticas (5) M. Williams, S. Strong | Pabellón: Plaza Sükhbaatar Árbitros: Brigitta Csabai-Kaskötő Alex Talisainen |  |

| 28 de junio | Francia                     | 15–19       | Polonia                                 | Ulán Bator                                                     |  |
| 19:45       |                             |             |                                         |                                                                |  |
|             | Estadísticas Marie Mané (5) | Reporte Pts | Estadísticas (11) Aleksandra Zięmborska | Pabellón: Plaza Sükhbaatar Árbitros: Dorothy Okatch Shi Qirong |  |

#### Semifinales
| 29 de junio | Países Bajos                      | 21–15       | Canadá                         | Ulán Bator                                                     |  |
| 19:45       |                                   |             |                                |                                                                |  |
|             | Estadísticas Noortje Driessen (9) | Reporte Pts | Estadísticas (10) Paige Crozon | Pabellón: Plaza Sükhbaatar Árbitros: Dorothy Okatch Shi Qirong |  |

| 29 de junio | Polonia                           | 17–18 TE    | Mongolia                                    | Ulán Bator                                                                     |  |
| 17:25       |                                   |             |                                             |                                                                                |  |
|             | Estadísticas Weronika Telenga (6) | Reporte Pts | Estadísticas (11) Bat-Erdeniin Ariuntsetseg | Pabellón: Plaza Sükhbaatar Árbitros: Vladimir Vesković Brigitta Csabai-Kaskötõ |  |

#### Tercer lugar
| 29 de junio | Canadá                         | 21–9        | Polonia                                   | Ulán Bator                                                           |  |
| 19:00       |                                |             |                                           |                                                                      |  |
|             | Estadísticas Paige Crozon (13) | Reporte Pts | Estadísticas (3) A. Pawłowska, W. Telenga | Pabellón: Plaza Sükhbaatar Árbitros: Shi Qirong Dorothy Okatch (BOT) |  |

#### Final
| 29 de junio | Países Bajos                      | 15–9        | Mongolia                           | Ulán Bator                                                                   |  |
| 20:00       |                                   |             |                                    |                                                                              |  |
|             | Estadísticas Noortje Driessen (6) | Reporte Pts | Estadísticas (4) Khulan Onolbaatar | Pabellón: Plaza Sükhbaatar Árbitros: Brigitta Csabai-Kaskötõ Alex Talisainen |  |

|                                  |
| Bandera de los Países Bajos      |
| Campeón Países Bajos 1.er título |

| Países Bajos                                                       | Mongolia                                                                                       | Canadá                                                      |
| ------------------------------------------------------------------ | ---------------------------------------------------------------------------------------------- | ----------------------------------------------------------- |
| Janis Boonstra Noortje Driessen Ilse Kuijt Evelien Lutje Schipholt | Bat-Erdeniin Ariuntsetseg Mönkhsaikhany Tserenlkham Nyamjavyn Nandinkhüsel Onolbaataryn Khulan | Kacie Bosch Cassandra Brown Paige Crozon Saicha Grant-Allen |